# Goh Young-joon
Goh Young-joon, né le 9 juillet 2001 à Yangsan en Corée du Sud, est un footballeur international sud-coréen. Il évolue au poste de milieu offensif au Partizan Belgrade.

## Biographie

### Pohang Steelers
Né à Yangsan en Corée du Sud, Goh Young-joon est formé par le Pohang Steelers, qui l'intègre à son équipe première dès 2020. Il joue son premier match en professionnel le 31 mai 2020 contre le Incheon United, lors d'une rencontre de K League 1. Il entre en jeu en fin de partie lors de cette rencontre remportée par son équipe par quatre buts à un. Le 8 août 2020, Goh inscrit son premier but en professionnel lors d'une rencontre de championnat contre le Gwangju FC. Entré en jeu à la place de Brandon O'Neill, il marque en fin de match et permet à son équipe d'obtenir le point du match nul alors qu'elle était menée (1-1 score final),.

### En sélection
Avec l'équipe de Corée du Sud des moins de 23 ans, Goh Young-joon participe notamment au Championnat d'Asie des moins de 23 ans en 2022. Il joue quatre matchs dont un comme titulaire lors de cette compétition.
Le 20 juillet 2022, Goh Young-joon honore sa première sélection avec l'équipe nationale de Corée du Sud, lors d'un match face à la Chine. Il entre en jeu et délivre une passe décisive, contribuant ainsi à la victoire de son équipe (0-3),.